# Hochfirstschanze

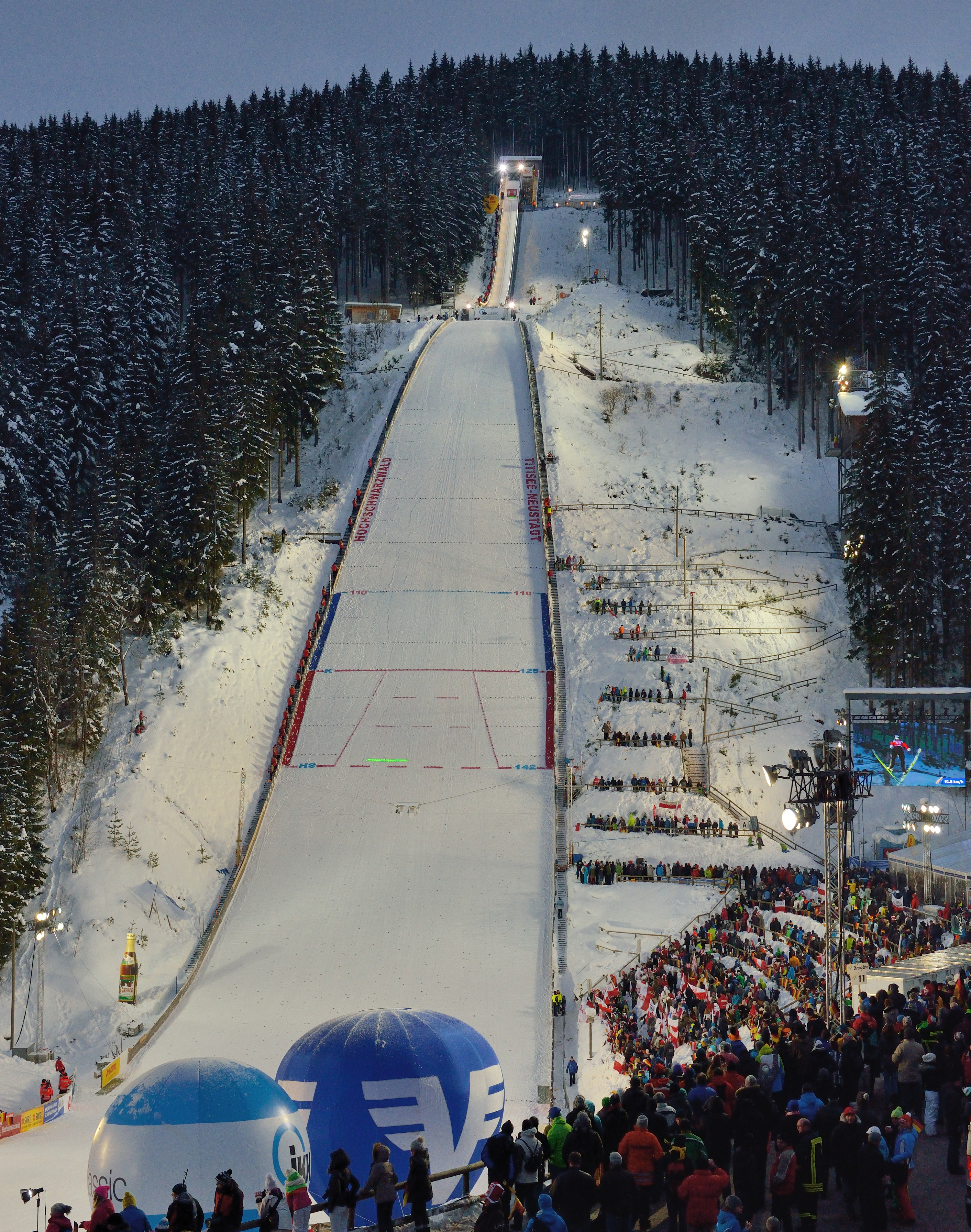
Můstek Hochfirstschanze

Hochfirstschanze je největší německý přírodní můstek určený pro skoky na lyžích. Můstek se nachází na svahu hory Hochfirst v pohoří Schwarzwald poblíž města Titisee-Neustadt.
Konstrukční bod můstku činí 125 m, hill size je 142 m. Rekord můstku 145 m v současnosti drží od 2. prosince 2001 německý skokan Sven Hannawald, 3. února 2007 do stejné vzdálenosti doskočil Polák Adam Małysz. V roce 2005 zde finský skokan Janne Ahonen skočil dokonce 146 m, avšak upadl, a tudíž tento rekord nemohl být uznán.